# Marie-Françoise Peignon
Marie-Françoise Peignon (née Allard le 24 février 1818 à Nantes où elle est morte le 31 mai 1876) est costumière et fondatrice de la maison Peignon-Costumiers.

## Biographie
Marie-Françoise Allard est née à Nantes en 1818, son père est meunier, sa  mère blanchisseuse. C'est une commerçante connue pour son entreprise de location et de création de costumes. D’abord couturière, elle a un atelier de tailleuse de chambre. Elle épouse Mathurin-Aimé Peignon  vers 1835. Quand il meurt en 1844, elle est seule pour élever ses 3 enfants. En 1847 elle s'installe rue d'Erlon dans le quartier du Marchix à Nantes où elle vivra jusqu'à sa mort en 1876. La maison Peignon-Costumier est née. En 1853, pour le carnaval, Marie-Françoise Peignon, crée les costumes d'Esmeralda et de Pierrot à partir des rideaux de son lit. Le succès est immédiat. Le petit atelier de Marie-Françoise Peignon devient La maison Peignon-Costumiers, une entreprise de grande renommée dans la région des Pays de la Loire,. Désormais elle connaît un vif succès auprès des Nantais lors de Mardi Gras et de la Mi-Carême. Les commandes affluent aussi pour les revues et les théâtres. Après la mort de Marie-Françoise, les femmes de la famille se succèdent à la tête de l’affaire. L’activité du commerce prend fin au début des années 2000.
Marie-Françoise doit également son succès à son amitié avec Virginie Déjaret (1797-1875), une comédienne très connue du XIXème siècle avec laquelle elle entretient une nombreuse correspondance. Virginie Déjaret joue à Nantes chaque année de 1847 à 1872. C'est Marie-Françoise Peignon qui réalise ses costumes mais aussi les décors de ses pièces de théâtre.
Marie-Françoise Peignon a une autre passion : les découpures. Il s'agit de découper, à l'aide de ciseaux à broder, des petites scènes ou des phrases que l'on offre à des proches lors d'une occasion particulière (anniversaire, nouvel an...). En somme, les ancêtres des cartes de vœux.
À partir de 1864, Marie-Françoise Peignon travaille en étroite collaboration avec son dernier fils, Eugène (24 février 1844 - 3 juin 1894), dessinateur et sculpteur, formé à Paris, et sa belle-fille (Esther Bonnet)qui prendront la succession de la maison Peignon.
En 1870 Marie-Françoise ferme boutique et s'engage comme ambulancière dans le même régiment que son fils.
En 2023, une exposition présente au public, un ensemble de masques et de moules conçus de 1864 à 1894 par Eugène Peignon, fils de la fondatrice de la Maison Peignon à Nantes.

## Œuvres

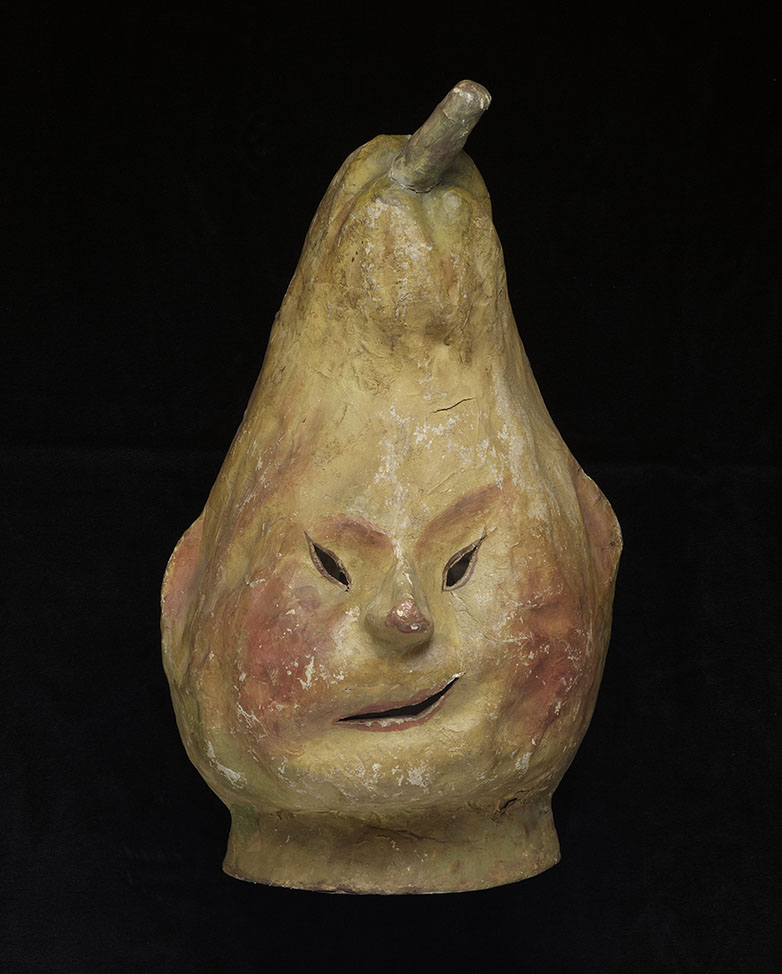
Grosse-tête de carnaval en forme de poire - 1870-1914
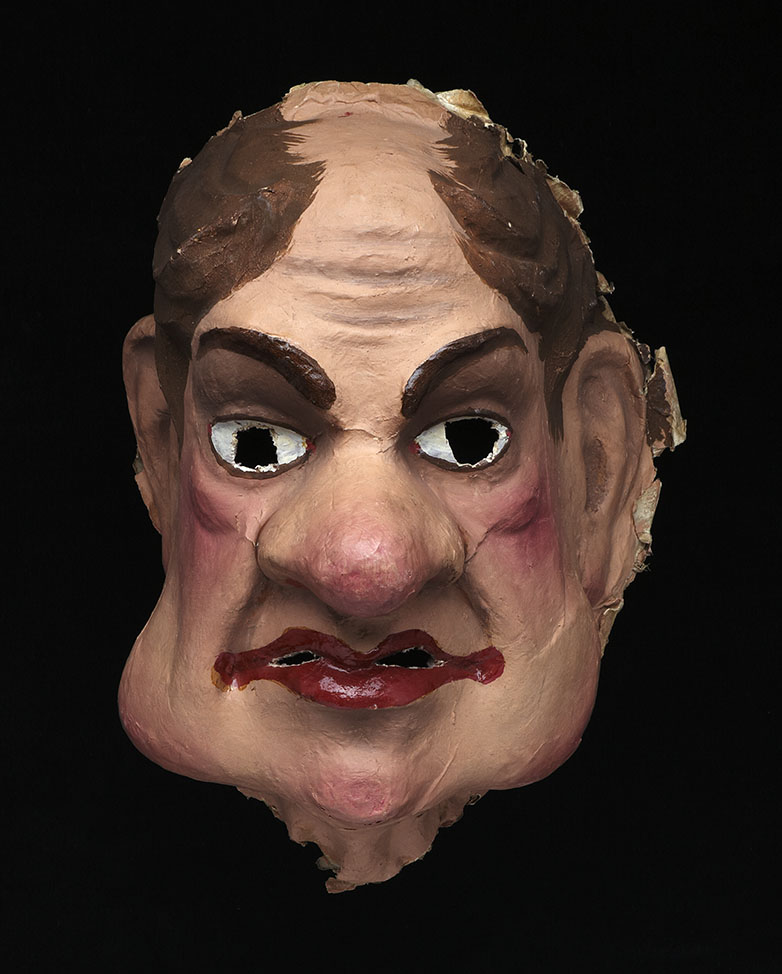
masque de carnaval - 1870-1900
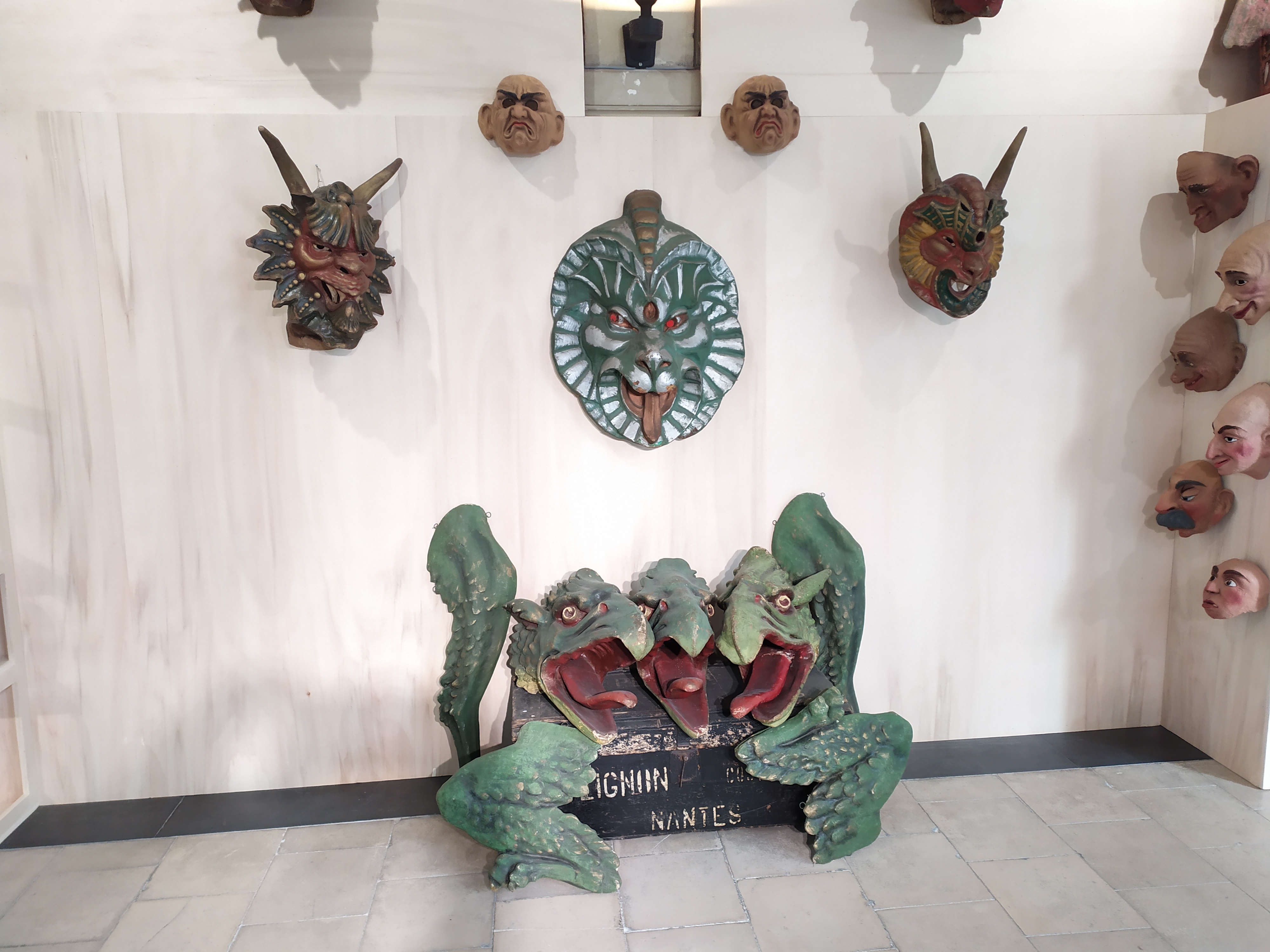
Masques
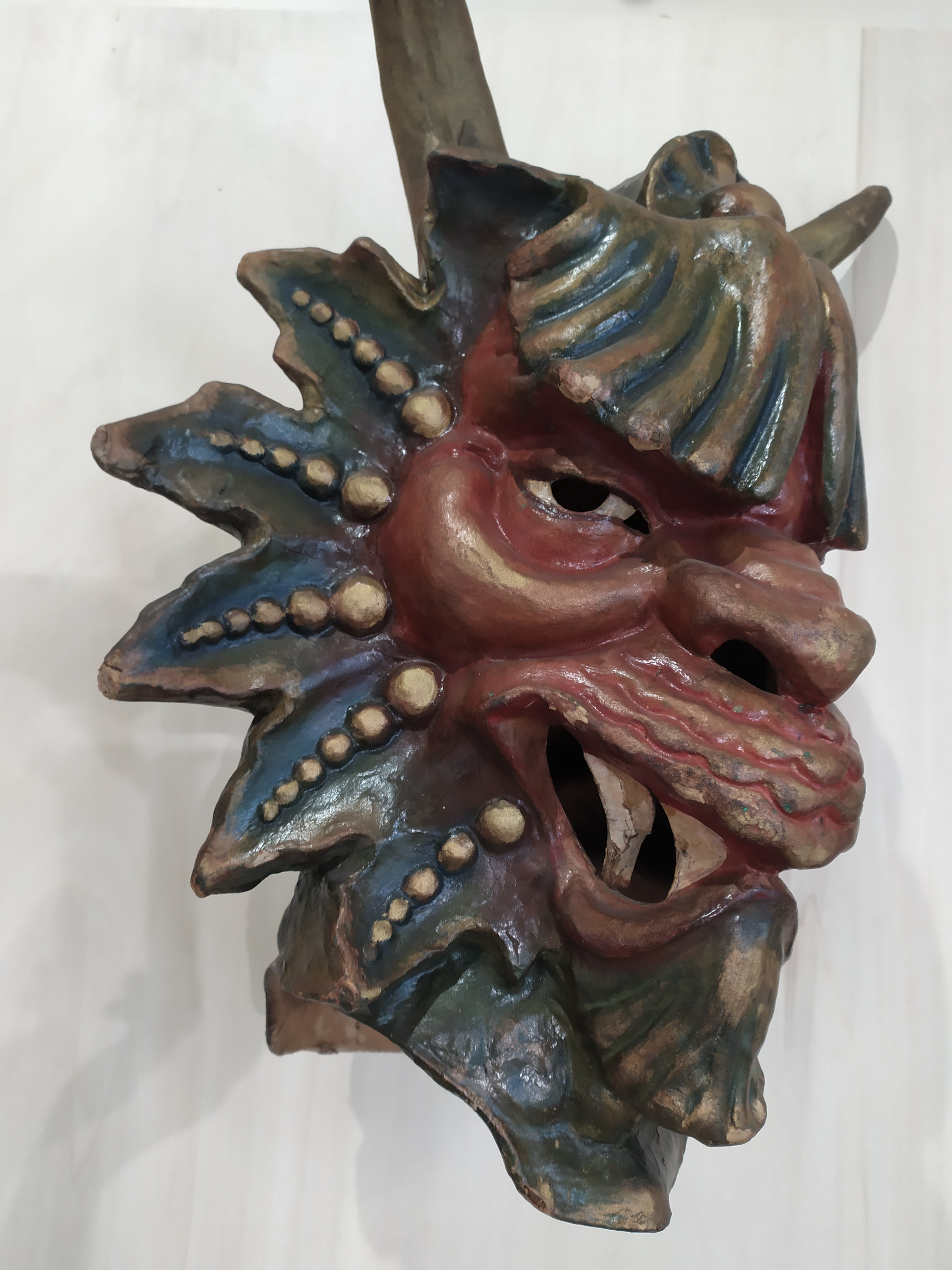
Tête de dragon
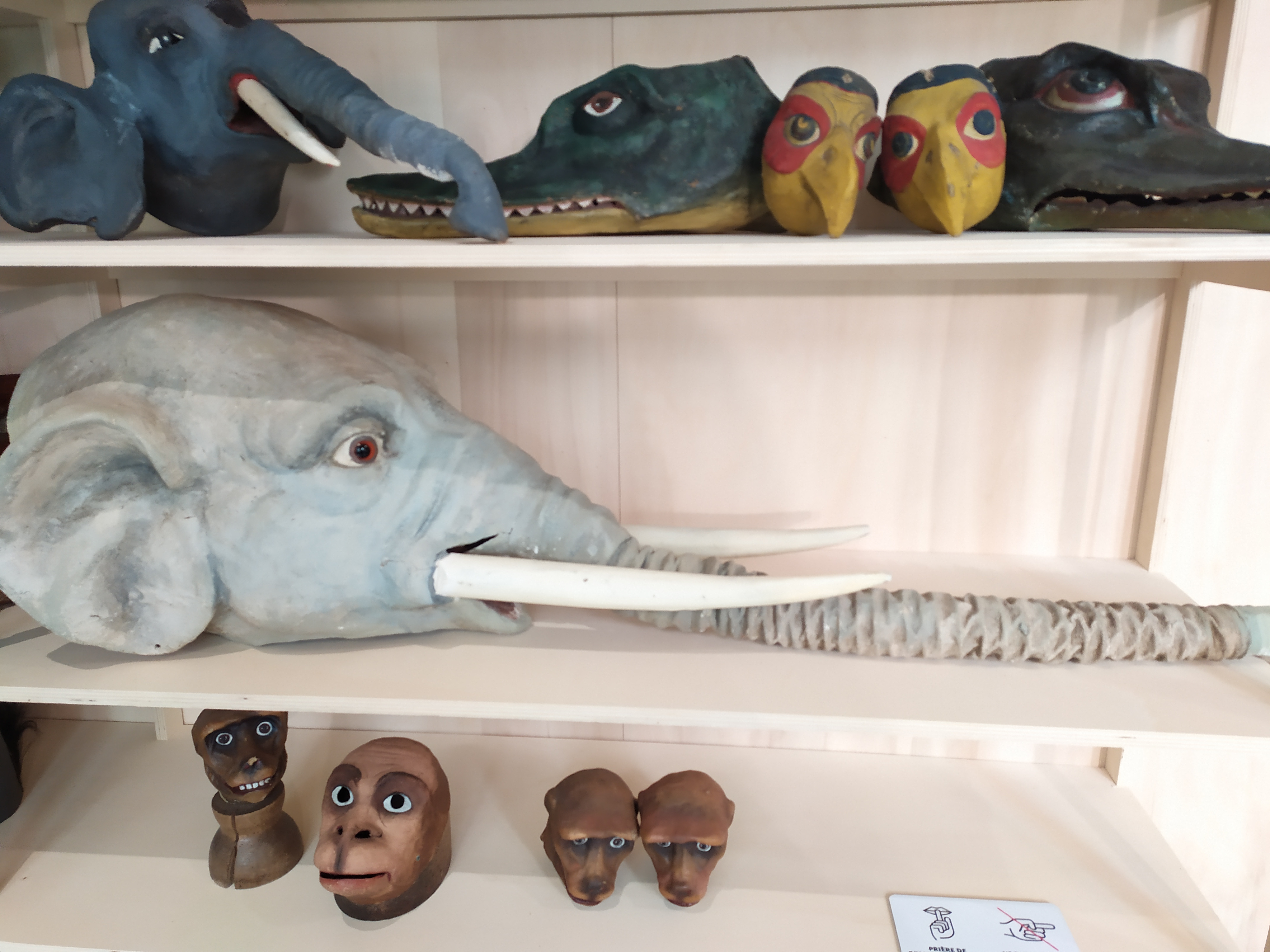
Tête d'éléphant